# Krystal Weir
Krystal Weir (Melbourne, 15 de enero de 1985) es una deportista australiana que compitió en vela en las clases Laser Radial y Yngling.
Ganó dos medallas en el Campeonato Mundial de Laser Radial, oro en 2004 y plata en 2003. Además, obtuvo una medalla de plata en el Campeonato Mundial de Yngling de 2008.

## Palmarés internacional
| Campeonato Mundial | Campeonato Mundial      | Campeonato Mundial | Campeonato Mundial |
| Año                | Lugar                   | Medalla            | Clase              |
| ------------------ | ----------------------- | ------------------ | ------------------ |
| 2003               | Riva del Garda (Italia) | Medalla de plata   | Laser Radial       |
| 2004               | Brisbane (Australia)    | Medalla de oro     | Laser Radial       |

| Campeonato Mundial | Campeonato Mundial     | Campeonato Mundial | Campeonato Mundial |
| Año                | Lugar                  | Medalla            | Clase              |
| ------------------ | ---------------------- | ------------------ | ------------------ |
| 2008               | Miami (Estados Unidos) | Medalla de plata   | Yngling            |